# Linia kolejowa Suchdol nad Odrou – Fulnek
Linia kolejowa Suchdol nad Odrou – Fulnek – linia kolejowa w Czechach, biegnąca przez kraj morawsko-śląski, od Suchdola nad Odrou do Fulneka.